# Gentlemen of Nerve
Gentlemen of Nerve és una pel·lícula de cinema mut estatunidenca estrenada el 29 d'octubre de 1914 amb la direcció de Charles Chaplin i actuació de Charles Chaplin i Mabel Normand, produïda per Mack Sennett.

## Argument
M. Walrus i la seva promesa Mabel són a l'Ascot Park Speedway per anar a les carreres de cotxes. Walrus, sota els ulls de Mabel, abandona les carreres i comença a flirtejar amb la seva veïna de tribuna. Per la seva part, el Sr. Wow Wow (amb els trets de Charlot) i Ambrose no tenen diners, i decideixen associar-se per entrar de franc. Ambrose intenta llavors passar pel forat d'una palissada i Charlot ho aprofita per colpir-lo i abandonar-lo.
Després de discutir amb altres espectadors, Charlot s'instal·la a la tribuna, i es permet beure amb una palla a l'ampolla de la seva veïna, que no s'adona. Mabel, irritada pel comportament de Walrus, se'n va. Ensopega llavors amb Charlot i li aixafa el seu barret. Sense rancúnia, es posa a flirtejar amb ella.
Walrus fa proposicions agosarades a la seva veïna que, impactada, se'n va. Tria llavors reconquerir Mabel, que demana a Charlot que li tregui de sobre el pocavergonya. Walrus és llavors propulsat sobre un policia que havia detingut abans Ambrose. La pel·lícula s'acaba amb Charlot intentant abraçar Mabel, que refusa amb un gran somriure.

## Repartiment
- Charles Chaplin - En Wow-Woe
- Mabel Normand - Mabel
- Chester Conklin - Ambrose
- Mack Swain - En Walrus
- Phyllis Allen - Dona
- Edgar Kennedy - Policia
- Alice Davenport - Dona de les begudes
- Cecile Arnold
- Peggy Page[1]

## Comentari
És interessant l'escena en la qual durant la carrera Charlot es beu la llimonada de la seua veïna amb l'ajuda d'una palla.